# 深中隧道
深中隧道是位于广东省深圳市宝安区的一座海底隧道，属于深中通道的东端组成部分，位于珠江口伶仃航道和矾石航道下方，由深圳近海的两座人工岛和一座沉管隧道组成。

## 概述
深中隧道长约6.84公里，其中沉管段长5,035米，由32个管节和1个最终接头组成，每个标准管节长165米、宽46米（最宽55.6米）、高10.6米，为世界首例双向八车道海底隧道，亦为世界最长、最宽的钢壳混凝土沉管隧道。隧道工程内亦配有14台智能巡检机器人，其全彩景观灯带可以根据环境温度、车流状况变色，也可根据紧急事件情况变换为红、黄、绿色。
隧道两端的两座人工岛主要承担运营管理、应急救援等功能，其中西人工岛规划有科普教育基地。

## 历史

### 定案
2012年11月，廣東省交通廳宣布推薦方案，採用“東隧西橋”方式興建，並同時開始進行環評公示。

### 建设
2016年12月28日，西人工岛先行开建。2017年12月21日，深中通道东人工岛开工建设。2018年6月28日，海底隧道工程开工建设。
2021年1月22日，深中通道E7管节完成沉放对接，同时深中通道伶仃洋大桥西锚碇底板施工全部完成。
2022年6月30日，深中通道沉管隧道基槽全线贯通。7月22日，东侧管道全部完成安装。8月12日，海底隧道所有管道预制完成。
2023年6月11日，深中通道海底隧道合龙。11月28日，深中通道海底隧道贯通，标志着深中通道主线已贯通。

### 开通
2024年6月30日15时，深中隧道随深中通道正式通车试运营，开通仪式于西人工岛举行。